# عبد الله القرعاوي
عبد الله القرعاوي مجدد الدعوة في الجنوب، هو عبد الله بن محمد بن حمد بن محمد بن عثمان بن حمد. ولد في الحادي عشر من ذي الحجة عام 1315 هـ (13 مايو 1897م ) وذلك بعد وفاة أبيه بشهرين، ولد القرعاوي في عنيزة في منطقة القصيم من المملكة العربية السعودية، و نشأ يتيم الأب فقام بتربيته ورعايته عمه عبد العزيز بن حمد القرعاوي.

## نسبه
ينتمي لأسرة القرعاوي فرع (عثمان الحمد) في القصيم من آل نجيد من المصاليخ وكان قبل ذلك يقال لهم الصواعد نسبة إلى أحد أجدادهم يدعى صاعد من المنابهة من بني وهب من عنزة إحدى قبائل بني أسد بن ربيعة بن نزار.

## صفاتة الخلقية
كان القرعاوي ربعة بين الرجال عريض المنكبين، قوي البنية، أصفر اللون، مستطيل الوجه، أقنى الأنف، كث اللحية، خفيف العارضين، ناتيء الجبهة، أزج الحاجبين أقرنهما، ضيق العينين، ولم يكن حاد البصر لرمد أصابه وأحدث في عينيه بياضًا، جهوري الصوت، وقورًا، مهيبًا له هيبة في المجالس، دؤوبا على عمله، يتمتع بمكانة سامقة بين طلابة وذويه.

## طلبه للعلم
اشتغل القرعاوي بداية حياته بالتجارة مع عمه عبد العزيز جريا وراء لقمة العيش، ولم يتفرغ لطلب العلم إلا على كبر، حيث التحق بأول مدرسة في مسقط رأسه عنيزة وتعلم فيها القراءة والكتابة، ثم سافر بعد ذلك للهند طلبا للتجارة، ويقول القرعاوي عن نفسه : أني لما رجعت من الهند في الثاني والعشرين من رمضان سنة 1357 هـ وقدمت إلى الرياض وأقمت عند الشيخ محمد بن إبراهيم بن عبد اللطيف آل الشيخ أقرأ عليه للمرة الثالثة، وأما الرابعة فكنت مستمعا، وأما الخامسة فلم أجده لأنه كان بمكة يومئذ، وقد ذهبت إلى الأحساء عند الشيخ عبد العزيز بن بشر، وإلى قطر عند الشيخ محمد بن عبد العزيز المانع فقرأت عليهما كليهما في الحديث.
ثم رحل القرعاوي بعد رحلته إلى الأحساء وقطر إلى بريدة فتلقى علمه عن الشيخ عبد الله بن سليم، وعمر بن سليم، بعدها ترك التجارة وانصرف إلى طلب العلم، فرحل إلى الهند للتزود من العلم في عام 1344 هـ، والتحق بالمدرسة الرحمانية بدلهي، وتلقى علم الحديث عن علماء السنة في الهند، واستمر يتلقى علمه فيها حتى جاءه خبر مرض والدته بعد سنة من وصوله للهند، فعاد إلى عنيزة ولكن توفيت والدته قبل وصوله، ثم عاد إلى الهند لإكمال دراسته، فتلقى علم الحديث عن الشيخ عبد الله بن أمير القرشي الدهلوي، وأجازه إجازة مطولة في كتب الحديث وذلك عام 1355 هـ، بعدها رحل لطلب العلم إلى مصر وفلسطين وسوريا والأردن والعراق والكويت، ثم رجع بعدها إلى بلدته عنيزة.

## انتقاله للجنوب
لازم الشيخ عبد الله القرعاوي الشيخ محمد بن إبراهيم آل الشيخ مفتي الديار السعودية آنذاك وحج معه، وبعد أداء المناسك، طلب الملك عبد العزيز أن يُوجه إلى الجنوب مرشدا ومعلما لأمور الدين، فوجه محمد بن إبراهيم آل الشيخ عبد الله القرعاوي للتوجه لجنوب المملكة العربية السعودية ووصاه بالإخلاص في دعوته والتوكل على الله، فتوجه القرعاوي لجازان وأخذ معه بضاعة وتوجه إلى صامطة، ونزل دكانا في صامطة، ووضع فيه البضاعة التي معه، وكان أول أمر بدأ به في الدكان تعليم القرآن الكريم، وثلاثة الأصول، والأربعين النووية، والتجويد والفرائض وآداب المشي إلى الصلاة، كان ذلك في الحادي والعشرين من ربيع الأول عام 1358 هـ فكان الدكان بمثابة أول مدرسة حكومية افتتحت في تهامة، وفي آخر جمادى الأولى من نفس السنة توجه الشيخ القرعاوي إلى فرسان وافتتح فيها مدرسة، ومنها توجه إلى مزهرة قرية الحكميين حكم (قبيلة) فافتتح فيها مدرسة وأصلح مسجدها، وفي شعبان من نفس السنة توجه إلى صامطة وافتتح بها المدرسة الثانية في بيت أحد طلابه ناصر خلوفه.
ومع تزايد المدارس والمساجد التي أنشأها القرعاوي، فقد أحيطت الحكومة في الرياض بأن هناك شيئا يحصل في جازان غير الذي يوصل إليها، وعليه أرسلت الحكومة لجانا عديدة للوقوف على الحقيقة، فكتبت هذه اللجان تقارير تنبئ عن إعجابها بالمدارس وتدعو لتشجيعها ومساندة الشيخ القرعاوي في عمله لصدقه وإخلاصه وسلامة مقصده، فقرر الملك عبد العزيز مكافأة تعين للقرعاوي على مسيرة العمل الذي يقوم به وذلك عام 1367 هـ، وأمر الملك سعود -ولي العهد يومئذ- في عام 1363 هـ ببعث إعانة كبيرة للقرعاوي جعلها عادة سنوية وأوصى به أمراء الجهات وقضاتها. ثم عين الشيخ عبد الله القرعاوي معتمدا للمعارف بمنطقة جازان عام 1373 هـ ولكنه استقال في نفس السنة، واستمر مشرفا على مدارسه، حيث أمضى القرعاوي إحدى وثلاثين سنة في نشر الدعوة في منطقة جازان والجنوب عموما، وقد انتشرت مدارسه إلى عسير وتهامة والليث والقنفذة والباحة.

## حياتة الأسرية
تزوج الشيخ عبد الله من عدة نساء، إحداهن كريمة محمد عثمان نجار، أحد تلاميذه وقد أنجبت له من الأبناء، عبد الرحمن وعبد الوهاب وعبد المؤمن وعبد الرحيم وعبد الشكور وواحدة من البنات، ولها أيضاً من الأبناء محمد وأحمد وفيصل وسعود وعبد العزيز وعبد الكريم.

## حصيلة جهد القرعاوي الدعوي
على مدار أكثر من ثلاثين سنه قضاها الشيخ عبد الله القرعاوي في الدعوة والتدريس وافتتاح المدارس، يمكن إجمال المدارس التي فتحها الشيخ القرعاوي في أنحاء المملكة العربية السعودية وفقا للإحصائيات الواردة في الكتابات عن حياة الشيخ القرعاوي وأعماله في المنطقة بما يلي:
- يقول الشيخ موسى السهلي في كتابه القرعاوي ودعوته في جنوب المملكة : وقد بلغ عدد المدارس حسب علمي في أوج توسع العمل فيها وحسبما ذكره سماحة شيخنا ألف وثلاثمائة وعشر مدارس.
- الشيخ علي بن قاسم الفيفي في كتابه السمط الحاوي لأسلوب القرعاوي في نشر التعليم في جنوب المملكة، فقد أورد رأيين :
  - الأول نسبه إلى أحمد بن يحيى النجمي بأن المدارس بلغت في عام 1376 هـ مائتان وألف مدرسة بها نحو مائة ألف طالب، وكان يكافئ الطالب المبتدئ بريالين وخاتم القرآن بعشرة ريالات شهريا.
  - الثاني نسبه إلى إبراهيم بن عبد الله زكري، وهو من معاوني الشيخ القرعاوي المقربين إليه، حيث أخبره أنه بلغ عدد المدارس في أوج ازدهارها في عام 1376 هـ وألفين وثمانمئة مدرسة ولكن انخفض العدد بعد ذلك، ثم قال وفي رسالة بعث بها إلي الشيخ عام 1375 هـ ذكر فيها أنه رتب في أبها والقنفذة والطائف وتوابعها تسعمائة مدرسة.
- الشيخ عمر أحمد جردي يرى أن المدارس في عام 1376 هـ قد بلغت ألفين ومائتي مدرسة، فيها خمسون ألف طالب، وفيها خمسة عشر ألف طالبة. بثلاثة آلاف مدرس ومدرسة.
- ينقل عن الشيخ عبد الله القرعاوي بأن اللجنة التي جاءت عام 1376 هـ لتفقد المدارس، لم يقف أعضاؤها في تجوالهم إلا على ألف وخمسمائة مدرسة، وبقي منها سبعمائة وخمسون مدرسة لم يتجولوا عليها ولم يشاهدوها، حيث سافروا من صامطة يوم السابع عشر من شعبان عام 1376 هـ، والمدارس التي لم يتجولوا فيها أوضح تفاصيلها الشيخ القرعاوي بأنها 220 مدرسة في جازان غالبها في الجبال، ومنطقة عسير وتهامة ب200 مدرسة، والقنفذة ب 140 مدرسة، وتهامة غامد وزهران ب 95 مدرسة، والليث ب50 مدرسة، وجدة ب30 مدرسة، ومكة المكرمة ب10 مدارس، وعنيزة وبريدة ب25 مدرسة، فأصبح مجموع المدارس 770 مدرسه ومجموع التلاميذ للأولاد والبنات خمسة وسبعون ألف طالب وطالبة.
- أما في اليمن فإن تلاميذه حرصوا على نشر العلم في بلادهم، وكان أولها في عام 1373 هـ بعشرين مدرسة بمدينة حرض وما حولها، وبلغت في أنحاء اليمن عام 1375 هـ ستة وثمانين مدرسة منها خمس مدارس للبنين.

## وفاته
مرض الشيخ عبد الله القرعاوي في السابع والعشرين من شهر صفر عام 1388هـ وهو في منطقة جازان، وقد نقل على أثره إلى الرياض وأدخل المستشفى المركزي بالشميسي، ثم مالبث أن وافاه الأجل يوم الثلاثاء الثامن من شهر جمادى الأولى عام 1388 هـ عن عمر يناهز الثالثة والسبعين عاما، وقد صلي عليه بالجامع الكبير بالرياض، ودفن بمقبرة العود بالرياض.

## وصلات خارجية
- عبد الله القرعاوي.. المجاهد بالعلم